# Ascensió Figueres i Górriz
Ascensió Figueres i Górriz (Nules, 1 de juliol de 1962) és una filòloga, política i docent valenciana, presidenta de l'Acadèmia Valenciana de la Llengua entre 2001 i 2011. En 2018 fou escollida membre del Consell Valencià de Cultura.
Llicenciada en Filologia hispànica i en Dret per la Universitat de València, també ha desenvolupat tasques docents en diversos centres escolars i ha estat present en els cinc primers congressos d'Història i Filologia de la Plana, dos com a presidenta (1990 i 1992, i la resta com a vicepresidenta (1994, 1996 i 1998).
Ha compaginat aquests treballs amb una vessant política, formant part de les files del Partit Popular. Ha estat regidora en el seu ajuntament de 1987 a 1991, diputada a la Diputació de Castelló i a les Corts Valencianes (1995-1999), formant part sempre de tasques relacionades amb la cultura, educació i polítiques socials. Dimití del càrrec de presidenta de l'Acadèmia Valenciana de la Llengua en presentar-se a les eleccions generals espanyoles de 2011 com a número tres a les llistes del Partit Popular a Castelló, eleccions en què va obtenir l'acta de diputada.